# Јермени у Доњецкој Народној Републици
Јермени у Доњецкој Народној Републици представљају заједницу јерменске дијаспоре која живи у ради на територији Доњецке Народне Републике. Јермени су у ДНР организовани у Доњецку јерменску општину, што у правном систему Доњецке Народне Републике представља удружење националних мањина, па се Јермени сходно томе у овој међународно непризнатој републици, сматрају националном мањином. Историја Јермена на тлу ове земље службено почиње након познатих турских догађаја крајем 19. и почетком 20. вијека. Ово догађаји су се поклопили са развојем индустрије и изградњом металуршких постројења у Доњецку.

## Историја
У Донбасу, Јермени су се први пут појавили након познатих турских догађаја крајем 19. и почетком 20. вијека. Ови догађаји су се поклопили са развојем индустрије и изградњом металуршких постројења у тадашњем Доњецку. Као искусне занатлије, брзо су пронашли запослења. Нарочито у сфери промета услуга, које је неопходна за растућу радничку класу. Поред тога били су запослен и у металургији, као и у рударству. У то вријеме отворена је седмогодишња школа у Макеевки. Током 1916. године у Доњецку је функционисала Јерменска школа. Око 10.000 Јермена допринело је ослобађању Донбаса од нацистичких окупатора. Генерал Карапетијан као командант дивизије је био на челу ослобађања цјелокупне територије тадашње Украјине. Једна од улица у Снижнем носи име по Генералу Карапетијану. Значајна је улога Јермена у развоју послијератног Донбаса, посебно у индустрији угља.
Доњецко регионално друштво Јермена који је у блиској сарадњи са другим јавним и државним организацијама, је у потпуности подржано у њиховим преговорима са канцеларијом градоначелника Доњецка и обласном администрацијом. Доказ за то је чињеница да је донијета одлука о додјељивању локације у Доњецку за изградњу Јерменске цркве и Јерменског културног центра.

## Данас
Према резултатима пописа становништва у Украјини 2001. године, Доњецки регион, је био регион са најбројнијом јерменском дијаспором. Тада је у Доњецкој области пописано 15.700 Јермена.
Највећи број Јермена у Доњецкој Народној Републици је православне вјероисповијести, а своја богослужења обављају под окриљем Јерменске православне цркве, која на територији републке има двије парохије, у Доњецку и Макејевки. Изградња јерменске цркве у Макејевки почела је 1997. године. Године 1998. градња цркве је окончана, а црква је освештана од стране владике украјинске епархије Јерменске апостолске цркве, током празника уздизања Светог крста. Током 2018. године на територији цркве је саграђена матахатун. Под покровитељством цркве постоји недјељна јерменска школа у којој они који желе могу проучавати јерменски језик, историју и књижевност Јерменије, изучавати традиције и културу свог народа. Због великог броја вјерника, у плану је изградња јерменске цркве и у Доњецку, главном граду Доњецке Народне Републике. Мањи број Јермена су припадници Јерменске источнокатоличке цркве.
Власти Доњецке Народне Републике заједно са администрацијом града Доњецка и Доњецком јерменском општином су 25. априла 2016. године у центру града подигли споменик јерменском народу. Овај споменик у виду каменог крста, је подигнут у знак сјећања на турски геноцд над јерменским народом. Ово је уједно и споменик свим настрадалим Јерменима од стране украјинске војске, током рата у Донбасу.